# Америко Галего
Америко Рубен Галего (El Tolo) е аржентински футболен треньор и бивш играч, участник в 73 срещи с националната фланелка на Аржентина.

## Кариера на играч
Дебютът на Галего в Примера дивисион е през 1974 г. като полузащитник на Нюелс Олд Бойс. Въпреки липсата на опит той бързо си създава име в отбора и през следващия сезон започва мачовете като титуляр. Като част от тима на Аржентина, спечелил Мондиала през 1978 г. той остава в първия си клуб още три години, преди да подпише с единия от двата най-големи отбора в Аржентина - Ривър Плейт.
До края на кариерата си Галего носи екипа на „милионерите“. Признат за легенда на клуба, той е капитан при спечелването на Копа Либертадорес, Копа Интерамерикана и Междуконтиненталната купа, и трите в един сезон - 1986 г.
El Tolo завършва 14-годишната си кариера с 440 мача в Примера дивисион и 35 гола.

### Титли
- 1975 Турнир за младежи в Тулон, Франция с младежкия състав на Аржентина
- 1978 Световен шампион с Аржентина
- 1985/1986 шампион в Примера дивисион с Ривър Плейт
- 1986 Копа Либертадорес with Ривър Плейт
- 1986 Междуконтиненталната купа с Ривър Плейт
- 1986 Копа Интерамерикана с Ривър Плейт

## Треньорска кариера
След края на кариерата си Галего се насочва към треньорската професия. През 1994 г. е избран да ръководи бившият си клуб Ривър Плейт. Освен шампионска титла „милионерите“ остават непобедени през сезона. Следват три години като помощник на Пасарела в представителния тим на Аржентина и отново начело на Ривър Плейт с титла през 2000 г. През 2002 г. носи титла на Индепендиенте, прекъсвайки 8-годишната суша на отбора. Две години по-късно и 23 години след напускането на Нюелс Олд Бойс застава начело на клуба, като печели титлата същия сезон. С това постижение той става едва втория треньор в Аржентина, постигал успех на национално ниво с три различни отбора след Хосе Юдика – с Нюелс Олд Бойс, Килмес и Архентинос Хуниорс.